# 히구치 도모유키 (축구 선수)
히구치 도모유키(일본어: 樋口 知行, 1985년 3월 2일 ~ )는 일본의 전 축구 선수이다.

## 구단 경력
과거 더스파 구사쓰에서 활동하였다.